# Wiler bei Utzenstorf
Wiler bei Utzenstorf – gmina (niem. Einwohnergemeinde) w Szwajcarii, w kantonie Berno, w regionie administracyjnym Emmental-Oberaargau, w okręgu Emmental.

## Demografia
W Wiler bei Utzenstorf mieszka 995 osób. W 2020 roku 8,5% populacji gminy stanowiły osoby urodzone poza Szwajcarią.